# Morago (Fluss)
Der Morago ist ein linker Nebenfluss des Weißen Volta in den westafrikanischen Staaten Togo und Ghana.

## Verlauf
Der Fluss entspringt im äußersten Nordosten Ghanas, direkt an der Grenze zu Togo. Er verläuft zunächst in südliche Richtung. Schon wenige Kilometer nach seiner Quelle bildet er auf einer Länge von etwa 40 km die Grenze zwischen den beiden Staaten. Dann wendet er sich nach Westsüdwesten und fließt verhältnismäßig geradlinig in diese Richtung, wobei er die Grenze zwischen den Regionen Upper East und North East bildet. Der Morago mündet schließlich in den Weißen Volta.

## Hydrometrie
Der mittlere monatliche Abfluss des Morago in Jahren 1956 bis 1974 an der hydrologischen Station Nakpanduri ist im Folgenden in m³/s dargestellt.